# Phoracantha elegans
Phoracantha elegans là một loài bọ cánh cứng trong họ Cerambycidae.